# Jean Stilwell
Marcia Jean Stilwell (* 14. August 1955 in Toronto) ist eine kanadische Sängerin (Mezzosopran).

## Leben und Wirken
Die Tochter der Sängerin Margaret Stilwell studierte ab 1973 Gesang am Royal Conservatory of Music in Toronto bei William Perry und nahm später privaten Unterricht bei Patricia Kern. 1981, 1982 und 1985 besuchte sie Meisterklassen am Banff Centre of the Arts. Nach Auftritten als Studentin in Gruppen wie den Festival Singers und den Tapestry Singers, wirkte sie zwischen 1982 und 1984 an Aufführungen von Opern von Gilbert und Sullivan beim Stratford Festival mit, wo sie Bühnentechnik bei Brian Macdonald lernte. Ihre erste große Soloparie war die Fairy Queen in Gilbert und Sullivans Oper Iolanthe, die sie 1984 im Wechsel mit Maureen Forrester sang.
Es folgten Auftritte als Olga in Tschaikowskis Eugen Onegin an der Vancouver Opera (1985), als Carmen in Lucian Pintilies Produktion der gleichnamigen Oper von Bizet 1986, als Suzuki in Madama Butterfly (1987), Orlofsky in Die Fledermaus (1988), Dryade in Ariadne auf Naxos (1989) und Maddalena in Rigoletto (1989). Bei der Canadian Opera Company debütierte sie 1989 als Bersi in Andrea Chénier, gefolgt von Anina in Der Rosenkavalier (1990) und Annio in La Clemenza di Tito (1991). In den USA trat sie erstmals 1987 an der Indiana Opera als Prinzessin Marghanza in John Philip Sousas El Capitan auf. Mit der Welsh National Opera hatte sie 1990 ihr Europadebüt als Dorabella in Così fan tutte.
Als Konzertsängerin trat Stilwell u. a. mit Brahms’ Alt-Rhapsodie, in Gustav Mahlers 8. Sinfonie, R. Murray Schafers Adieu, Robert Schumann, Beethovens 9. Sinfonie und Antonio Vivaldis Gloria (beim New York Mostly Mozart Festival 1989 unter Trevor Pinnock) auf. Sie sang Rundfunk- und CD-Aufnahmen von Werken Luciano Berios, Kurt Weills, Francis Poulencs, Harry Somers und Louis Spohrs, gab Konzerte für den Vancouver Opera Club und spielte eine CD mit dem Titel Carmen Unplugged mit der Pianistin Patti Loach ein, mit der sie seit 2005 in gemeinsamen Showprogrammen auftritt.